# Ariceștii Rahtivani
Ariceștii Rahtivani è un comune della Romania di 8 334 abitanti, ubicato nel distretto di Prahova, nella regione storica della Muntenia. 
Il comune è formato dall'unione di 5 villaggi: Ariceștii Rahtivani, Buda, Nedelea, Stoenești, Târgșoru Nou.